# 23 نوفمبر
- السبت
- الأحد
- الاثنين
- الثلاثاء
- الأربعاء
- الخميس
- الجمعة

- 110 جمادى الأولى 1447  هـ
- 211 جمادى الأولى 1447  هـ
- 312 جمادى الأولى 1447  هـ
- 413 جمادى الأولى 1447  هـ
- 514 جمادى الأولى 1447  هـ
- 615 جمادى الأولى 1447  هـ
- 716 جمادى الأولى 1447  هـ
- 817 جمادى الأولى 1447  هـ
- 918 جمادى الأولى 1447  هـ
- 1019 جمادى الأولى 1447  هـ
- 1120 جمادى الأولى 1447  هـ
- 1221 جمادى الأولى 1447  هـ
- 1322 جمادى الأولى 1447  هـ
- 1423 جمادى الأولى 1447  هـ
- 1524 جمادى الأولى 1447  هـ
- 1625 جمادى الأولى 1447  هـ
- 1726 جمادى الأولى 1447  هـ
- 1827 جمادى الأولى 1447  هـ
- 1928 جمادى الأولى 1447  هـ
- 2029 جمادى الأولى 1447  هـ
- 2130 جمادى الأولى 1447  هـ
- 221 جمادى الآخرة 1447  هـ
- 232 جمادى الآخرة 1447  هـ
- 243 جمادى الآخرة 1447  هـ
- 254 جمادى الآخرة 1447  هـ
- 265 جمادى الآخرة 1447  هـ
- 276 جمادى الآخرة 1447  هـ
- 287 جمادى الآخرة 1447  هـ
- 298 جمادى الآخرة 1447  هـ
- 309 جمادى الآخرة 1447  هـ
- 110 جمادى الآخرة 1447  هـ
- 211 جمادى الآخرة 1447  هـ
- 312 جمادى الآخرة 1447  هـ
- 413 جمادى الآخرة 1447  هـ
- 514 جمادى الآخرة 1447  هـ

23 نوفمبر أو 23 تشرين الثاني أو يوم 23 \ 11 (اليوم الثالث والعشرين من الشهر الحادي عشر) هو اليوم السابع والعشرين بعد الثلاثمائة (327) من السنة، أو الثامن والعشرين بعد الثلاثمائة (328) في السنوات الكبيسة، وفقًا للتقويم الميلادي الغربي (الغريغوري). يبقى بعده 38 يومًا على انتهاء السنة.

## أحداث
- 1824 - انتصار الأسطول المصري على الأسطول اليوناني في «موقعة ستمبالا».
- 1890 - وفاة ملك هولندا ويليام الثالث دون وجود وريث ذكر يخلفة مما حتم إصدار تشريع خاص لتخلفة ابنته فيلهامينا.
- 1940 - مملكة رومانيا توقع اتفاقًا للتحالف مع ألمانيا النازية وإيطاليا واليابان فيما عرف باسم دول المحور وذلك أثناء الحرب العالمية الثانية.
- 1964 - الرئيس المصري جمال عبد الناصر وملك السعودية فيصل بن عبد العزيز يوقعان في مدينة جدة اتفاقًا بشأن حرب اليمن.
- 1981 - الرئيس الأمريكي رونالد ريغان يوقع على أمر رئاسي ظل سرًا يقضي بأن تقوم وكالة المخابرات المركزية بدعم وتدريب وتمويل «ثوار الكونترا» في نيكاراغوا، وهو الأمر الذي تم فضحة فيما بعد وعرفت بقضية «إيران - كونترا».
- 1989 - هدم جدار برلين بالكامل.
- 1991 - انتخاب بطرس بطرس غالي أمينًا عامًا للأمم المتحدة خلفًا لخافيير بيريز دي كويلار على أن يتسلم عمله رسميًا في 1 يناير 1992.
- 2001 - اغتيال محمود أبو هنود أحد قادة القسام الجناح العسكري لـحركة حماس في نابلس في فلسطين.
- 2003 - الرئيس الجورجي إدوارد شيفردنادزه يضطر لتقديم استقالته من منصبه بعد احتجاجات شعبية واسعة على إثر نتائج الانتخابات فيما عرف بثورة الزهور.
- 2005 - انتخاب إلين جونسون سيرليف رئيسة لليبيريا، وبذلك تصبح أول امرأة تتولى منصب الرئيس في أفريقيا كلها.
- 2007 -
  - تأجيل الجلسة الانتخابية الخاصة بانتخاب رئيس لبنان إلى تاريخ 30 نوفمبر وذلك لمزيد من التشاور على الرغم من أن هذا اليوم هو آخر يوم من ولاية الرئيس إميل لحود.
  - الرئيس اللبناني إميل لحود يقرر تسليم الجيش الأمن في البلاد وذلك بسبب عدم انتخاب رئيس جديد للجمهورية وحصول فراغ بمركز الرئاسة، والحكومة ترفض القرار.
- 2008 - المجلس المركزي لمنظمة التحرير الفلسطينية ينتخب رئيس السلطة محمود عباس رئيسًا لدولة فلسطين، وحركة حماس ترفض القرار.
- 2010 - كوريا الشمالية تطلق أكثر من 200 قذيفة مدفعية على جزيرة تابعة لكوريا الجنوبية، وجيش كوريا الجنوبية يفتح النار دفاعًا عن النفس.
- 2011 - الرئيس اليمني علي عبد الله صالح يوقع على المبادرة الخليجية لحل الأزمة اليمنية والقاضية بتنحيه عن الحكم.
- 2014 -
  - الانتخابات الرئاسية التونسيَّة تقام في البلاد لأوَّل مرة بعد الدستور الجديد وثاني مرة بعد الثورة.
  - النرويجي ماغنوس كارلسن يفوز للمرة الثانية في تاريخه على التوالي ببطولة العالم للشطرنج 2014 أمام بطل العالم الأسبق الهندي فيشفاناثان اناند.
  - البريطاني لويس هاملتون يفوز للمرة الثانية في تاريخه ببطولة العالم لسباقات الفورمولا واحد 2014.
- 2015 - انتخاب المعارض ماوريسيو ماكري رئيساً للأرجنتين خلفاً لكريستينا كيرشنر.
- 2021 - الهلال السعودي يُتوَّج بلقب دوري أبطال آسيا بعد فوزه على نادي بوهانغ ستيلرز في نهائي دوري أبطال آسيا 2021.

## مواليد
- 912 - أوتو الأول، إمبراطور الإمبراطورية الرومانية المقدسة.
- 1221 - ألفونسو العاشر، ملك مملكة قشتالة.
- 1616 - جون واليس، عالم رياضيات إنجليزي.
- 1715 - بيير شارل لومونييه، عالم فرنسي في علم الفلك.
- 1804 - فرانكلين بيرس، رئيس الولايات المتحدة الرابع عشر.
- 1837 - يوهانس ديديريك فان دير فالس، عالم فيزياء هولندي حاصل على جائزة نوبل في الفيزياء عام 1910.
- 1859 - الولد بيلي، أمريكي خارج عن القانون.
- 1860 - كارل هايلمار برانتينج، رئيس وزراء السويد حاصل على جائزة نوبل للسلام عام 1921.
- 1876 - مانويل دي فايا، موسيقي أسباني.
- 1883 - خوسيه كليمنتي أوروزكو، رسام مكسيكي.
- 1887 -
  - بوريس كارلوف، ممثل بريطاني.
  - هنري موزلي، عالم فيزياء إنجليزي.
- 1890 - إل ليسيتزكي، معماري روسي.
- 1897 - كارل غيبهارت، طبيب ألماني نازي اشتهر بتجاربه الطبية البشعة على سجناء مراكز الاعتقال.
- 1920 - باول تسيلان، شاعر ألماني.
- 1922 - مانويل فراغا، سياسي إسباني.
- 1923 - يوشيو شيراي، ملاكم ياباني.
- 1926 - ساتيا ساي بابا، زعيم ديني وفيلسوف هندي.
- 1933 - علي شريعتي، مفكر إيراني.
- 1941 - ممدوح عدوان، كاتب وشاعر سوري.
- 1944 - نسيب لحود، سياسي لبناني.
- 1945 - جيم دويل، سياسي أمريكي.
- 1946 -
  - داوود عبد السيد، مخرج مصري.
  - جيورجوس كوداس، لاعب كرة قدم يوناني.
- 1949 - حياة قنديل، ممثلة مصرية.
- 1951 - مايك غالاكوس، لاعب كرة قدم يوناني.
- 1953 - فرانسيس كابرال، مغني وملحن فرنسي.
- 1955 - دينوس كويس، لاعب كرة قدم يوناني.
- 1962 - عارف الطويل، ممثل ومخرج سوري.
- 1966 - فينسنت كاسل، ممثل فرنسي.
- 1967 - سالي ريتشردسن، ممثلة أميركية.
- 1971 - خالد مسعد، لاعب كرة قدم سعودي.
- 1977 - مشاعل الزنكوي، مذيعة وممثلة كويتية.
- 1979 -
  - كيلي بروك، ممثلة إنجليزية.
  - نهاد قهوجي، لاعب كرة قدم تركي.
- 1980 - هدى صدقي، ممثلة مغربية.
- 1982 - أسافا باول، لاعب ألعاب قوى جامايكي.
- 1983 - ناصر الشمراني، لاعب كرة قدم سعودي.
- 1984 - لوكاس غرابيل، ممثل ومغني أمريكي.
- 1985 - آن هيونسو، لاعب أولمبي كوري جنوبي / روسي .
- 1992 - مايلي سايرس، مغنية وممثلة أمريكية.

## وفيات
- 1572 - أنيولو دي كوزيمو، فنان وشاعر إيطالي.
- 1616 - ريتشارد هاكلوت، جغرافي إنكليزي.
- 1890 - ويليام الثالث، ملك هولندي.
- 1957 - إيليا أبو ماضي، أحد شعراء المهجر من أصل لبناني.
- 1976 - أندريه مالرو، كاتب فرنسي.
- 1978 - الحاج محمد العنقة، مغني جزائري.
- 1990 - روالد دال، روائي وكاتب بريطاني.
- 1999 - لطفي زيني، شاعر وممثل ومنولجيست سعودي.
- 2006 - ألكساندر ليتفينينكو، جاسوس روسي.
- 2012 - لاري هاغمان، ممثل أمريكي.
- 2013 - محمد أحمد الرشيد، وزير سعودي.
- 2020 - سيدي محمد ولد الشيخ عبد الله، سابع رؤساء جمهورية موريتانيا.

## أعياد ومناسبات
- عيد شكر العمال في اليابان.
- عيد القديس جرجس في جورجيا.

## وصلات خارجية
- وكالة الأنباء القطريَّة: حدث في مثل هذا اليوم.
- النيويورك تايمز: حدث في مثل هذا اليوم.
- BBC: حدث في مثل هذا اليوم.